# ۹۰۱ (قمری)
۹۰۱ (قمری)، نهصد و یکمین سال در گاهشماری هجری قمری است. اول محرم این سال برابر با سی‌ام سپتامبر سال ۱۴۹۵ میلادی است.